# Station Góra Kalwaria
Station Góra Kalwaria is een spoorwegstation in de Poolse plaats Góra Kalwaria.